# 縣道163號
縣道163號（嘉義－好美里），東北起嘉義市西區嘉義市區，西南至嘉義縣布袋鎮好美里，全長共計45.882公里。

## 行經行政區域
| 嘉義市              | 西區            | 嘉義市區                        | 0.000        | 縣道159號          | 公路起點                            |
| 嘉義市              | 西區            | 嘉義市區                        | 0.800        | 縣道159甲線        |                                     |
| 嘉義市              | 西區            | 車店                            | －           | （地區道路）       |                                     |
| 嘉義市              | 西區            | －                              |              |                    |                                     |
| 嘉義市              | 西區            | 下路頭                          | 2.400        | 台18線             |                                     |
| 嘉義市              | 西區            | 湖子內                          | －           | 嘉175線            | 在此右轉向西南延伸                  |
| 嘉義市              | 西區            | 湖子內                          | －           | （地區道路）       | 在此左轉西南延伸                    |
| 嘉義縣              | 水上鄉          | 崎子頭                          | 4.600        | 嘉41-1線           | 嘉41-1線起點                        |
| 嘉義縣              | 水上鄉          | 柳子林                          | 6.600        | 嘉42-1線           | 嘉42-1線終點                        |
| 嘉義縣              | 水上鄉          | 柳子林                          | －           | 嘉41-1線           | 嘉41-1線終點                        |
| 嘉義縣              | 水上鄉          | 柳子林                          | －           | 嘉40線             | 嘉40線終點                          |
| 嘉義縣              | 水上鄉          | 吳竹仔腳                        | －           | 嘉40線             | 嘉40線終點                          |
| 嘉義縣              | 水上鄉          | －                              | （地區道路） |                    |                                     |
| 嘉義縣              | 水上鄉          | 外林                            | －           | （地區道路）       |                                     |
| 嘉義縣              | 水上鄉          | 水上市區                        | 9.200        | 縣道168號          | 與縣道168號共線起點                 |
| 嘉義縣              | 水上鄉          | 水上市區                        | －           | 縣道168號 · 嘉41線 | 嘉41線起點                          |
| 嘉義縣              | 水上鄉          | 外林                            | －           | 縣道168號          |                                     |
| 嘉義縣              | 水上鄉          | － 地下道 穿越縱貫線南段、台1線 |              |                    |                                     |
| 嘉義縣              | 水上鄉          | 龍德                            | －           | 縣道168號          |                                     |
| 嘉義縣              | 水上鄉          | 龍德                            | 10.200       | 台1線 · 縣道168號  | 與台1線共線起點 與縣道168號共線終點 |
| 嘉義縣              | 水上鄉          | 外林                            | 10.200       | 台1線 · 縣道168號  | （同上）                            |
| 嘉義縣              | 水上鄉          | －                              |              |                    |                                     |
| 嘉義縣              | 水上鄉          | 外林                            | 11.200       | 台1線              | 與台1線共線終點                     |
| 嘉義縣              | 水上鄉          | 龍德                            | 11.200       | 台1線              | 與台1線共線終點                     |
| 嘉義縣              | 水上鄉          | 水上交流道                      | －           | 台82線             |                                     |
| 嘉義縣              | 水上鄉          | 龍德                            | －           | （地區道路）       |                                     |
| 嘉義縣              | 水上鄉          | 南靖                            | －           | 嘉40-1線           | 嘉40-1線終點                        |
| 嘉義縣              | 水上鄉          | 後寮                            | 15.000       | （地區道路）       |                                     |
| 嘉義縣              | － 跨越國道一號 |                                 |              |                    |                                     |
| 嘉義縣              | 鹿草鄉          | 麻豆店                          | －           | （地區道路）       |                                     |
| 嘉義縣              | 鹿草鄉          | 麻豆店                          | －           |                    |                                     |
| 嘉義縣              | 鹿草鄉          | 麻豆店                          | －           | （地區道路）       |                                     |
| 嘉義縣              | 鹿草鄉          | 後堀                            | －           | （地區道路）       |                                     |
| 嘉義縣              | 鹿草鄉          | 麻豆店                          | 17.000       | 嘉37線             |                                     |
| 嘉義縣              | 鹿草鄉          | 竹圍                            | 17.000       | 嘉37線             |                                     |
| 嘉義縣              | 鹿草鄉          | 毛蟹行                          | －           | （地區道路）       |                                     |
| 嘉義縣              | 鹿草鄉          | 菜寮                            | －           | （地區道路）       | 0                                   |
| 嘉義縣              | 鹿草鄉          | 菜寮                            | －           | 嘉31線             | 嘉31線起點                          |
| 嘉義縣              | 鹿草鄉          | 後厝                            | －           | 嘉31線             | （同上）                            |
| 嘉義縣              | 鹿草鄉          | 山子腳                          | －           | （地區道路）       |                                     |
| 嘉義縣              | 鹿草鄉          | 中寮                            | －           | （地區道路）       |                                     |
| 嘉義縣              | 鹿草鄉          | 鹿草市區                        | 20.200       | 嘉35線             |                                     |
| 嘉義縣              | 鹿草鄉          | 鹿草市區                        | －           | 嘉35-1線           | 嘉35-1線起點                        |
| 嘉義縣              | 鹿草鄉          | －                              |              |                    |                                     |
| 嘉義縣              | 鹿草鄉          | 鹿草市區                        | －           | （地區道路）       |                                     |
| 嘉義縣              | 鹿草鄉          | 施厝寮                          | －           | （地區道路）       |                                     |
| 嘉義縣              | 鹿草鄉          | －                              |              |                    |                                     |
| 嘉義縣              | 鹿草鄉          | 東勢尾                          | 22.200       | 縣道170號          | 縣道170號終點                       |
| 嘉義縣              | 鹿草鄉          | 頂潭                            | －           | 嘉35線             | 嘉35線終點                          |
| 嘉義縣              | 鹿草鄉          | 下潭                            | 25.100       | 嘉34線             | 嘉34線終點                          |
| 嘉義縣              | 義竹鄉          | 七塊厝                          | 26.000       | （地區道路）       |                                     |
| 嘉義縣              | 義竹鄉          | 頂                              | －           | 嘉32線             | 嘉32線終點                          |
| 嘉義縣              | 義竹鄉          | 下                              | －           | 嘉32線             | 嘉32線起點                          |
| 嘉義縣              | 義竹鄉          | 角帶圍                          | －           | （地區道路）       |                                     |
| 嘉義縣              | 義竹鄉          | 岸腳                            | 29.800       | 台19線             | 與台19線共線起點                    |
| 嘉義縣              | 義竹鄉          | 義竹市區                        | 31.100       | 台19線 · 市道172號 | 與台19線共線終點                    |
| 嘉義縣              | 義竹鄉          | 義竹市區                        | －           | （地區道路）       |                                     |
| 嘉義縣              | 義竹鄉          | 頭竹圍                          | 32.500       | 嘉27線             |                                     |
| 嘉義縣              | 義竹鄉          | 頭竹圍                          | －           | 嘉30線             |                                     |
| 嘉義縣              | 義竹鄉          | 牛稠底                          | 33.700       | （地區道路）       |                                     |
| 嘉義縣              | 義竹鄉          | 過路子                          | 36.300       | 嘉27線             | 嘉27線終點                          |
| 嘉義縣              | 義竹鄉          | 過路子                          | 40.500       | 嘉29線             | 嘉29線終點                          |
| 嘉義縣              | 義竹鄉          | 芋子寮                          | －           | （地區道路）       |                                     |
| 嘉義縣              | 布袋鎮          | 新塭                            | 43.000       | 台17線             | 與台17線共線起點                    |
| 嘉義縣              | 布袋鎮          | 新塭                            | －           | 台17線             | 與台17線共線終點                    |
| 嘉義縣              | 布袋鎮          | 新塭交流道                      | －           | 台61線             | 規劃中                              |
| 嘉義縣              | 布袋鎮          | 新塭                            | －           | （地區道路）       |                                     |
| 嘉義縣              | 布袋鎮          | 好美寮                          | 45.882       | （地區道路）       | 公路終點                            |
| 共線 未通車或興建中 |                 |                                 |              |                    |                                     |

## 沿線路名
- 民生北路
- 民生南路
- 新民路
- 中興路
- 中正路
- 正義路
- 龍德街
- 鹿草路

## 沿線景點及設施
- 國立嘉義大學新民校區
- 台灣中油嘉義營業處
- 嘉油鐵馬道（原中油嘉義溶劑廠支線）
- 嘉義縣水上鄉柳林國民小學
- 嘉義縣水上鄉水上國民小學
- 水上交流道（台82線）
- 嘉義縣鹿草鄉後塘國民小學
- 嘉義縣立鹿草國民中學
- 嘉義縣鹿草鄉碧潭國民小學
- 嘉義縣鹿草鄉下潭國民小學
- 嘉義縣立義竹國民中學
- 新塭交流道（台61線）
- 嘉義縣布袋鎮好美國民小學